# Lista över fornlämningar i Gotlands kommun (Stenkyrka)
Lista över fornlämningar i Gotlands kommun (Stenkyrka) är en förteckning av ett urval av de fornlämningar som finns i Stenkyrka i Gotlands kommun.
| Namn                                  | Lämningstyp                      | Tillkomsttid | Historisk indelning | Plats | Läge                 | ID-nr          | Bild                                      |
| ------------------------------------- | -------------------------------- | ------------ | ------------------- | ----- | -------------------- | -------------- | ----------------------------------------- |
| Stenkyrka 1:1                         | Husgrund, förhistorisk/medeltida |              | Stenkyrka, Gotland  |       | 57.774380, 18.485331 | 10096600010001 | Ladda upp en bild av detta fornminne      |
| Stenkyrka 2:1                         | Gravfält                         |              | Stenkyrka, Gotland  |       | 57.780584, 18.498651 | 10096600020001 | Ladda upp en bild av detta fornminne      |
| Stenkyrka 3:1                         | Husgrund, förhistorisk/medeltida |              | Stenkyrka, Gotland  |       | 57.781307, 18.499553 | 10096600030001 | Ladda upp en bild av detta fornminne      |
| Stenkyrka 4:1                         | Husgrund, förhistorisk/medeltida |              | Stenkyrka, Gotland  |       | 57.780604, 18.512886 | 10096600040001 | Ladda upp en bild av detta fornminne      |
| Stenkyrka 4:2                         | Husgrund, förhistorisk/medeltida |              | Stenkyrka, Gotland  |       | 57.780477, 18.513350 | 10096600040002 | Ladda upp en bild av detta fornminne      |
| Stenkyrka 5:1                         | Stensättning                     |              | Stenkyrka, Gotland  |       | 57.779604, 18.513153 | 10096600050001 | Ladda upp en bild av detta fornminne      |
| Stenkyrka 5:2                         | Grav markerad av sten/block      |              | Stenkyrka, Gotland  |       | 57.779661, 18.513283 | 10096600050002 | Ladda upp en bild av detta fornminne      |
| Stenkyrka 5:3                         | Stensättning                     |              | Stenkyrka, Gotland  |       | 57.779580, 18.513437 | 10096600050003 | Ladda upp en bild av detta fornminne      |
| Stenkyrka 6:1                         | Husgrund, förhistorisk/medeltida |              | Stenkyrka, Gotland  |       | 57.776827, 18.506104 | 10096600060001 | Ladda upp en bild av detta fornminne      |
| Stenkyrka 7:1                         | Hällristning                     |              | Stenkyrka, Gotland  |       | 57.786111, 18.500714 | 11100000001083 | Ladda upp en bild av detta fornminne      |
| Stenkyrka 8:1                         | Husgrund, förhistorisk/medeltida |              | Stenkyrka, Gotland  |       | 57.786528, 18.495813 | 10096600080001 | Ladda upp en bild av detta fornminne      |
| Stenkyrka 10:1                        | Stensättning                     |              | Stenkyrka, Gotland  |       | 57.802239, 18.528350 | 10096600100001 | Ladda upp en bild av detta fornminne      |
| Stenkyrka 11:1                        | Husgrund, förhistorisk/medeltida |              | Stenkyrka, Gotland  |       | 57.788160, 18.469823 | 10096600110001 | Ladda upp en bild av detta fornminne      |
| Stenkyrka 12:1                        | Husgrund, förhistorisk/medeltida |              | Stenkyrka, Gotland  |       | 57.790142, 18.502338 | 10096600120001 | Ladda upp en bild av detta fornminne      |
| Stenkyrka 13:1                        | Grav markerad av sten/block      |              | Stenkyrka, Gotland  |       | 57.793660, 18.513589 | 10096600130001 | Ladda upp en bild av detta fornminne      |
| Stenkyrka 13:2                        | Grav markerad av sten/block      |              | Stenkyrka, Gotland  |       | 57.793536, 18.513309 | 10096600130002 | Ladda upp en bild av detta fornminne      |
| Stenkyrka 13:3                        | Grav markerad av sten/block      |              | Stenkyrka, Gotland  |       | 57.793707, 18.513149 | 10096600130003 | Ladda upp en bild av detta fornminne      |
| Stenkyrka 13:4                        | Stensättning                     |              | Stenkyrka, Gotland  |       | 57.793658, 18.513327 | 10096600130004 | Ladda upp en bild av detta fornminne      |
| Stenkyrka 14:1                        | Stensättning                     |              | Stenkyrka, Gotland  |       | 57.792701, 18.491167 | 10096600140001 | Ladda upp en bild av detta fornminne      |
| Stenkyrka 15:1                        | Gravfält                         |              | Stenkyrka, Gotland  |       | 57.776971, 18.555153 | 10096600150001 | Ladda upp en bild av detta fornminne      |
| Stenkyrka 16:1                        | Hällristning                     |              | Stenkyrka, Gotland  |       | 57.790691, 18.538658 | 11100000001084 | Ladda upp en bild av detta fornminne      |
| Stenkyrka 17:1                        | Stensättning                     |              | Stenkyrka, Gotland  |       | 57.779825, 18.552361 | 10096600170001 | Ladda upp en bild av detta fornminne      |
| Stenkyrka 17:2                        | Stensättning                     |              | Stenkyrka, Gotland  |       | 57.779673, 18.552212 | 10096600170002 | Ladda upp en bild av detta fornminne      |
| Stenkyrka 17:4                        | Grav markerad av sten/block      |              | Stenkyrka, Gotland  |       | 57.779688, 18.552449 | 10096600170004 | Ladda upp en bild av detta fornminne      |
| Stenkyrka 18:1                        | Bildristning                     |              | Stenkyrka, Gotland  |       | 57.788641, 18.549909 | 10096600180001 | Ladda upp en bild av detta fornminne      |
| Stenkyrka 18:2                        | Bildristning                     |              | Stenkyrka, Gotland  |       | 57.788641, 18.549909 | 10096600180002 | Ladda upp en bild av detta fornminne      |
| Stenkyrka 18:3                        | Gravklot                         |              | Stenkyrka, Gotland  |       | 57.788641, 18.549909 | 10096600180003 | Ladda upp en bild av detta fornminne      |
| Stenkyrka 18:4                        | Hällristning                     |              | Stenkyrka, Gotland  |       | 57.788641, 18.549909 | 11100000001085 | Ladda upp en bild av detta fornminne      |
| Stenkyrka 19:1                        | Husgrund, förhistorisk/medeltida |              | Stenkyrka, Gotland  |       | 57.786519, 18.553595 | 10096600190001 | Ladda upp en bild av detta fornminne      |
| Stenkyrka 19:2                        | Husgrund, förhistorisk/medeltida |              | Stenkyrka, Gotland  |       | 57.786333, 18.554247 | 10096600190002 | Ladda upp en bild av detta fornminne      |
| Stenkyrka 21:1                        | Gravfält                         |              | Stenkyrka, Gotland  |       | 57.826954, 18.521227 | 10096600210001 | Ladda upp en bild av detta fornminne      |
| Stenkyrka 22:1                        | Fornborg                         |              | Stenkyrka, Gotland  |       | 57.818738, 18.520790 | 10096600220001 | Ladda upp en till bild av detta fornminne |
| Stenkyrka 23:1                        | Fornborg                         |              | Stenkyrka, Gotland  |       | 57.825721, 18.536221 | 10096600230001 | Ladda upp en bild av detta fornminne      |
| Stenkyrka 24:1                        | Fornborg                         |              | Stenkyrka, Gotland  |       | 57.822473, 18.532646 | 10096600240001 | Ladda upp en bild av detta fornminne      |
| Stenkyrka 25:1                        | Stensättning                     |              | Stenkyrka, Gotland  |       | 57.819437, 18.549090 | 10096600250001 | Ladda upp en bild av detta fornminne      |
| Stenkyrka 25:2                        | Stensättning                     |              | Stenkyrka, Gotland  |       | 57.819293, 18.549069 | 10096600250002 | Ladda upp en bild av detta fornminne      |
| Lilla Bjärs gravfält (Stenkyrka 26:1) | Gravfält                         |              | Stenkyrka, Gotland  |       | 57.787716, 18.542737 | 10096600260001 | Ladda upp en till bild av detta fornminne |
| Stenkyrka 27:1                        | Gravfält                         |              | Stenkyrka, Gotland  |       | 57.813360, 18.550520 | 10096600270001 | Ladda upp en bild av detta fornminne      |
| Stenkyrka 28:1                        | Gravfält                         |              | Stenkyrka, Gotland  |       | 57.814944, 18.546573 | 10096600280001 | Ladda upp en bild av detta fornminne      |
| Stenkyrka 29:3                        | Stensättning                     |              | Stenkyrka, Gotland  |       | 57.813439, 18.533316 | 10096600290003 | Ladda upp en bild av detta fornminne      |
| Stenkyrka 30:1                        | Röse                             |              | Stenkyrka, Gotland  |       | 57.813035, 18.535530 | 10096600300001 | Ladda upp en bild av detta fornminne      |
| Stenkyrka 31:1                        | Husgrund, förhistorisk/medeltida |              | Stenkyrka, Gotland  |       | 57.800037, 18.483405 | 10096600310001 | Ladda upp en bild av detta fornminne      |
| Stenkyrka 31:2                        | Husgrund, förhistorisk/medeltida |              | Stenkyrka, Gotland  |       | 57.799863, 18.483138 | 10096600310002 | Ladda upp en bild av detta fornminne      |
| Stenkyrka 31:3                        | Husgrund, förhistorisk/medeltida |              | Stenkyrka, Gotland  |       | 57.799717, 18.483741 | 10096600310003 | Ladda upp en bild av detta fornminne      |
| Stenkyrka 32:1                        | Husgrund, förhistorisk/medeltida |              | Stenkyrka, Gotland  |       | 57.802499, 18.493259 | 10096600320001 | Ladda upp en bild av detta fornminne      |
| Stenkyrka 32:2                        | Husgrund, förhistorisk/medeltida |              | Stenkyrka, Gotland  |       | 57.802300, 18.493842 | 10096600320002 | Ladda upp en bild av detta fornminne      |
| Stenkyrka 33:1                        | Husgrund, förhistorisk/medeltida |              | Stenkyrka, Gotland  |       | 57.801492, 18.494189 | 10096600330001 | Ladda upp en bild av detta fornminne      |
| Stenkyrka 33:2                        | Husgrund, förhistorisk/medeltida |              | Stenkyrka, Gotland  |       | 57.801234, 18.493811 | 10096600330002 | Ladda upp en bild av detta fornminne      |
| Stenkyrka 34:1                        | Gravfält                         |              | Stenkyrka, Gotland  |       | 57.784015, 18.575859 | 10096600340001 | Ladda upp en bild av detta fornminne      |
| Stenkyrka 35:1                        | Husgrund, förhistorisk/medeltida |              | Stenkyrka, Gotland  |       | 57.787052, 18.571869 | 10096600350001 | Ladda upp en bild av detta fornminne      |
| Stenkyrka 35:2                        | Husgrund, förhistorisk/medeltida |              | Stenkyrka, Gotland  |       | 57.786693, 18.572422 | 10096600350002 | Ladda upp en bild av detta fornminne      |
| Stenkyrka 36:1                        | Husgrund, förhistorisk/medeltida |              | Stenkyrka, Gotland  |       | 57.785930, 18.573725 | 10096600360001 | Ladda upp en bild av detta fornminne      |
| Stenkyrka 37:1                        | Husgrund, förhistorisk/medeltida |              | Stenkyrka, Gotland  |       | 57.801870, 18.561935 | 11000000002599 | Ladda upp en bild av detta fornminne      |
| Stenkyrka 38:1                        | Husgrund, förhistorisk/medeltida |              | Stenkyrka, Gotland  |       | 57.805919, 18.555114 | 10096600380001 | Ladda upp en bild av detta fornminne      |
| Stenkyrka 38:2                        | Stensättning                     |              | Stenkyrka, Gotland  |       | 57.806225, 18.555644 | 10096600380002 | Ladda upp en bild av detta fornminne      |
| Stenkyrka 40:1                        | Husgrund, förhistorisk/medeltida |              | Stenkyrka, Gotland  |       | 57.800389, 18.551322 | 10096600400001 | Ladda upp en bild av detta fornminne      |
| Stenkyrka 41:1                        | Husgrund, förhistorisk/medeltida |              | Stenkyrka, Gotland  |       | 57.799302, 18.542298 | 10096600410001 | Ladda upp en bild av detta fornminne      |
| Stenkyrka 42:1                        | Hällristning                     |              | Stenkyrka, Gotland  |       | 57.789741, 18.571074 | 11100000001086 | Ladda upp en bild av detta fornminne      |
| Stenkyrka 43:1                        | Stensättning                     |              | Stenkyrka, Gotland  |       | 57.792044, 18.538161 | 10096600430001 | Ladda upp en bild av detta fornminne      |
| Stenkyrka 44:1                        | Hällristning                     |              | Stenkyrka, Gotland  |       | 57.794878, 18.518063 | 11100000001087 | Ladda upp en bild av detta fornminne      |
| Stenkyrka 45:1                        | Gravfält                         |              | Stenkyrka, Gotland  |       | 57.780707, 18.542764 | 10096600450001 | Ladda upp en bild av detta fornminne      |
| Stenkyrka 46:1                        | Gravfält                         |              | Stenkyrka, Gotland  |       | 57.815866, 18.540954 | 10096600460001 | Ladda upp en bild av detta fornminne      |
| Stenkyrka 47:1                        | Stensättning                     |              | Stenkyrka, Gotland  |       | 57.817077, 18.539883 | 10096600470001 | Ladda upp en bild av detta fornminne      |
| Stenkyrka 48:1                        | Gravfält                         |              | Stenkyrka, Gotland  |       | 57.793987, 18.490925 | 10096600480001 | Ladda upp en bild av detta fornminne      |
| Stenkyrka 49:1                        | Stensättning                     |              | Stenkyrka, Gotland  |       | 57.833842, 18.555146 | 10096600490001 | Ladda upp en bild av detta fornminne      |
| Stenkyrka 49:2                        | Stensättning                     |              | Stenkyrka, Gotland  |       | 57.833855, 18.554943 | 10096600490002 | Ladda upp en bild av detta fornminne      |
| Stenkyrka 50:1                        | Stensättning                     |              | Stenkyrka, Gotland  |       | 57.831117, 18.554415 | 10096600500001 | Ladda upp en bild av detta fornminne      |
| Stenkyrka 50:2                        | Stensättning                     |              | Stenkyrka, Gotland  |       | 57.831054, 18.554267 | 10096600500002 | Ladda upp en bild av detta fornminne      |
| Stenkyrka 50:3                        | Stensättning                     |              | Stenkyrka, Gotland  |       | 57.830941, 18.554127 | 10096600500003 | Ladda upp en bild av detta fornminne      |
| Stenkyrka 51:1                        | Gravfält                         |              | Stenkyrka, Gotland  |       | 57.803454, 18.488875 | 10096600510001 | Ladda upp en bild av detta fornminne      |
| Stenkyrka 52:1                        | Husgrund, förhistorisk/medeltida |              | Stenkyrka, Gotland  |       | 57.837831, 18.557303 | 10096600520001 | Ladda upp en bild av detta fornminne      |
| Stenkyrka 53:1                        | Stensättning                     |              | Stenkyrka, Gotland  |       | 57.816299, 18.538169 | 10096600530001 | Ladda upp en bild av detta fornminne      |
| Stenkyrka 54:1                        | Gravfält                         |              | Stenkyrka, Gotland  |       | 57.798736, 18.478782 | 10096600540001 | Ladda upp en bild av detta fornminne      |
| Stenkyrka 55:1                        | Gravfält                         |              | Stenkyrka, Gotland  |       | 57.813113, 18.566431 | 10096600550001 | Ladda upp en bild av detta fornminne      |
| Stenkyrka 61:1                        | Husgrund, förhistorisk/medeltida |              | Stenkyrka, Gotland  |       | 57.807422, 18.490696 | 10096600610001 | Ladda upp en bild av detta fornminne      |
| Stenkyrka 63:1                        | Stensättning                     |              | Stenkyrka, Gotland  |       | 57.789746, 18.503765 | 10096600630001 | Ladda upp en bild av detta fornminne      |
| Stenkyrka 67:1                        | Hällristning                     |              | Stenkyrka, Gotland  |       | 57.785128, 18.499826 | 11100000001158 | Ladda upp en bild av detta fornminne      |
| Stenkyrka 70:1                        | Gravfält                         |              | Stenkyrka, Gotland  |       | 57.800324, 18.527672 | 10096600700001 | Ladda upp en bild av detta fornminne      |
| Stenkyrka 72:1                        | Husgrund, förhistorisk/medeltida |              | Stenkyrka, Gotland  |       | 57.799638, 18.540349 | 10096600720001 | Ladda upp en bild av detta fornminne      |
| Stenkyrka 74:1                        | Hög                              |              | Stenkyrka, Gotland  |       | 57.798043, 18.549973 | 10096600740001 | Ladda upp en bild av detta fornminne      |
| Stenkyrka 75:1                        | Stensättning                     |              | Stenkyrka, Gotland  |       | 57.797837, 18.551067 | 10096600750001 | Ladda upp en bild av detta fornminne      |
| Stenkyrka 75:2                        | Stensättning                     |              | Stenkyrka, Gotland  |       | 57.797885, 18.551340 | 10096600750002 | Ladda upp en bild av detta fornminne      |
| Stenkyrka 75:3                        | Stensättning                     |              | Stenkyrka, Gotland  |       | 57.797852, 18.551679 | 10096600750003 | Ladda upp en bild av detta fornminne      |
| Stenkyrka 83:1                        | Gravfält                         |              | Stenkyrka, Gotland  |       | 57.788456, 18.575727 | 10096600830001 | Ladda upp en bild av detta fornminne      |
| Stenkyrka 84:1                        | Stensättning                     |              | Stenkyrka, Gotland  |       | 57.812374, 18.551030 | 10096600840001 | Ladda upp en bild av detta fornminne      |
| Stenkyrka 84:2                        | Stensättning                     |              | Stenkyrka, Gotland  |       | 57.812272, 18.550974 | 10096600840002 | Ladda upp en bild av detta fornminne      |
| Stenkyrka 84:3                        | Stensättning                     |              | Stenkyrka, Gotland  |       | 57.812257, 18.550848 | 10096600840003 | Ladda upp en bild av detta fornminne      |
| Stenkyrka 86:1                        | Gravfält                         |              | Stenkyrka, Gotland  |       | 57.818821, 18.539603 | 10096600860001 | Ladda upp en bild av detta fornminne      |
| Stenkyrka 87:1                        | Stensättning                     |              | Stenkyrka, Gotland  |       | 57.824716, 18.548983 | 10096600870001 | Ladda upp en bild av detta fornminne      |
| Stenkyrka 88:1                        | Stensättning                     |              | Stenkyrka, Gotland  |       | 57.825607, 18.550143 | 10096600880001 | Ladda upp en bild av detta fornminne      |
| Stenkyrka 89:1                        | Stensättning                     |              | Stenkyrka, Gotland  |       | 57.831446, 18.555358 | 10096600890001 | Ladda upp en bild av detta fornminne      |
| Stenkyrka 89:2                        | Stensättning                     |              | Stenkyrka, Gotland  |       | 57.831371, 18.555313 | 10096600890002 | Ladda upp en bild av detta fornminne      |
| Stenkyrka 90:1                        | Hällristning                     |              | Stenkyrka, Gotland  |       | 57.815470, 18.538478 | 11100000001159 | Ladda upp en bild av detta fornminne      |
| Stenkyrka 91:1                        | Stensättning                     |              | Stenkyrka, Gotland  |       | 57.834249, 18.556031 | 10096600910001 | Ladda upp en bild av detta fornminne      |
| Stenkyrka 93:1                        | Röse                             |              | Stenkyrka, Gotland  |       | 57.786579, 18.567736 | 10096600930001 | Ladda upp en bild av detta fornminne      |
| Stenkyrka 95:1                        | Stensättning                     |              | Stenkyrka, Gotland  |       | 57.776595, 18.550415 | 10096600950001 | Ladda upp en bild av detta fornminne      |
| Stenkyrka 95:2                        | Stensättning                     |              | Stenkyrka, Gotland  |       | 57.776479, 18.551232 | 10096600950002 | Ladda upp en bild av detta fornminne      |
| Stenkyrka 97:1                        | Hällristning                     |              | Stenkyrka, Gotland  |       | 57.748611, 18.552742 | 11100000001160 | Ladda upp en bild av detta fornminne      |
| Stenkyrka 97:2                        | Hällristning                     |              | Stenkyrka, Gotland  |       | 57.748628, 18.552921 | 11100000001161 | Ladda upp en bild av detta fornminne      |
| Stenkyrka 97:3                        | Hällristning                     |              | Stenkyrka, Gotland  |       | 57.748549, 18.552899 | 11100000001162 | Ladda upp en bild av detta fornminne      |
| Stenkyrka 97:4                        | Hällristning                     |              | Stenkyrka, Gotland  |       | 57.748496, 18.552744 | 11100000001163 | Ladda upp en bild av detta fornminne      |
| Stenkyrka 97:5                        | Hällristning                     |              | Stenkyrka, Gotland  |       | 57.748502, 18.552634 | 11100000001164 | Ladda upp en bild av detta fornminne      |
| Stenkyrka 97:6                        | Hällristning                     |              | Stenkyrka, Gotland  |       | 57.748552, 18.552714 | 11100000001165 | Ladda upp en bild av detta fornminne      |
| Stenkyrka 97:7                        | Hällristning                     |              | Stenkyrka, Gotland  |       | 57.748716, 18.553084 | 11100000001166 | Ladda upp en bild av detta fornminne      |
| Stenkyrka 99:1                        | Stensättning                     |              | Stenkyrka, Gotland  |       | 57.761703, 18.555592 | 10096600990001 | Ladda upp en bild av detta fornminne      |
| Stenkyrka 103:1                       | Husgrund, förhistorisk/medeltida |              | Stenkyrka, Gotland  |       | 57.837350, 18.562235 | 11000000002618 | Ladda upp en bild av detta fornminne      |
| Stenkyrka 103:2                       | Husgrund, förhistorisk/medeltida |              | Stenkyrka, Gotland  |       | 57.836988, 18.562754 | 11000000002619 | Ladda upp en bild av detta fornminne      |
| Stenkyrka 103:3                       | Husgrund, förhistorisk/medeltida |              | Stenkyrka, Gotland  |       | 57.836946, 18.562405 | 11000000002620 | Ladda upp en bild av detta fornminne      |
| Stenkyrka 103:4                       | Husgrund, förhistorisk/medeltida |              | Stenkyrka, Gotland  |       | 57.837132, 18.561667 | 11000000002621 | Ladda upp en bild av detta fornminne      |
| Stenkyrka 104:1                       | Husgrund, förhistorisk/medeltida |              | Stenkyrka, Gotland  |       | 57.836886, 18.560006 | 10096601040001 | Ladda upp en bild av detta fornminne      |
| Stenkyrka 105:1                       | Gravfält                         |              | Stenkyrka, Gotland  |       | 57.835084, 18.561038 | 10096601050001 | Ladda upp en bild av detta fornminne      |
| Stenkyrka 106:1                       | Gravfält                         |              | Stenkyrka, Gotland  |       | 57.835169, 18.559791 | 10096601060001 | Ladda upp en bild av detta fornminne      |
| Stenkyrka 107:1                       | Röse                             |              | Stenkyrka, Gotland  |       | 57.835131, 18.558625 | 10096601070001 | Ladda upp en bild av detta fornminne      |
| Stenkyrka 107:2                       | Stensättning                     |              | Stenkyrka, Gotland  |       | 57.835083, 18.558745 | 10096601070002 | Ladda upp en bild av detta fornminne      |
| Stenkyrka 110:1                       | Stensättning                     |              | Stenkyrka, Gotland  |       | 57.796092, 18.526998 | 10096601100001 | Ladda upp en bild av detta fornminne      |
| Stenkyrka 110:2                       | Hällristning                     |              | Stenkyrka, Gotland  |       | 57.796070, 18.526603 | 11100000001167 | Ladda upp en bild av detta fornminne      |
| Stenkyrka 114:1                       | Hög                              |              | Stenkyrka, Gotland  |       | 57.793663, 18.514476 | 10096601140001 | Ladda upp en bild av detta fornminne      |
| Stenkyrka 114:2                       | Stensättning                     |              | Stenkyrka, Gotland  |       | 57.793688, 18.514670 | 10096601140002 | Ladda upp en bild av detta fornminne      |
| Stenkyrka 124:1                       | Hög                              |              | Stenkyrka, Gotland  |       | 57.784831, 18.475340 | 10096601240001 | Ladda upp en bild av detta fornminne      |
| Stenkyrka 140:1                       | Hällristning                     |              | Stenkyrka, Gotland  |       | 57.750252, 18.557368 | 11100000001344 | Ladda upp en bild av detta fornminne      |
| Stenkyrka 144:1                       | Gravfält                         |              | Stenkyrka, Gotland  |       | 57.788681, 18.571419 | 10096601440001 | Ladda upp en bild av detta fornminne      |
| Stenkyrka 145:1                       | Stensättning                     |              | Stenkyrka, Gotland  |       | 57.802732, 18.484352 | 10096601450001 | Ladda upp en bild av detta fornminne      |
| Stenkyrka 147:1                       | Grav- och boplatsområde          |              | Stenkyrka, Gotland  |       | 57.821552, 18.512868 | 10096601470001 | Ladda upp en bild av detta fornminne      |
| Stenkyrka 148:1                       | Husgrund, förhistorisk/medeltida |              | Stenkyrka, Gotland  |       | 57.784678, 18.475767 | 10096601480001 | Ladda upp en bild av detta fornminne      |
| Stenkyrka 149:1                       | Hög                              |              | Stenkyrka, Gotland  |       | 57.779445, 18.470662 | 10096601490001 | Ladda upp en bild av detta fornminne      |
| Stenkyrka 150:1                       | Hällristning                     |              | Stenkyrka, Gotland  |       | 57.779961, 18.470483 | 11100000001345 | Ladda upp en bild av detta fornminne      |
| Stenkyrka 168                         | Stensättning                     |              | Stenkyrka, Gotland  |       | 57.828182, 18.528338 | 12000000100898 | Ladda upp en bild av detta fornminne      |
| Stenkyrka 169                         | Gravfält                         |              | Stenkyrka, Gotland  |       | 57.828874, 18.528831 | 12000000100899 | Ladda upp en bild av detta fornminne      |